# Galeodes claviger
Galeodes claviger är en spindeldjursart som beskrevs av Kraus 1959. Galeodes claviger ingår i släktet Galeodes och familjen Galeodidae. Inga underarter finns listade i Catalogue of Life.